# La Grèce sur les ruines de Missolonghi
La Grèce sur les ruines de Missolonghi est un tableau réalisé par Eugène Delacroix en 1826. C'est une huile sur toile de 213 × 142 cm. L'œuvre représente une allégorie de la Grèce après le siège de Missolonghi. Elle est conservée au musée des Beaux-Arts de Bordeaux.

## Contexte historique et genèse
Au moment de la création du tableau, la Grèce est sous domination ottomane depuis le milieu du XVe siècle. En 1821, les patriotes grecs se révoltent et forment un nouveau régime politique dont l'assemblée nationale proclame l'indépendance. À la suite de ces événements politiques, un philhellénisme se répand dans toute l'Europe, notamment à Paris où des comités organisent des levées de fonds en soutien aux révoltés. Des poètes et écrivains se passionnent pour la naissance des arts et la philosophie grecque, tels que Victor Hugo et François-René de Chateaubriand en France et Lord Byron en Angleterre. Ce dernier se rend à Missolonghi en 1824 pour y soutenir les insurgés et y meurt peu après. Au cours de la guerre d'indépendance, la ville de Missolonghi est assiégée à plusieurs reprises et devient le symbole de la résistance grecque et de la tragédie de son entreprise de libération au cours de laquelle les populations civiles sont victimes de graves exactions, réduites en esclavage ou massacrées,  comme lors du massacre de Chios et celui de Psará. L'œuvre, créée en plein romantisme, rend hommage à Lord Byron et au peuple grec en montrant l'allégorie de la Grèce qui se désole parmi la mort et les ruines, mais dont la résolution ne faillit pas.

## Choix de l'artiste
La Grèce sur les ruines de Missolonghi est née d'une initiative très politique : Le Comité philhellène de Paris organise l'exposition du tableau à Paris, dans la galerie du marchand Lebrun. C'est une exposition payante et les sommes ainsi réunies doivent être reversées aux insurgés grecs.
Plutôt qu'une scène réaliste, Delacroix choisit une figure de style : l’allégorie. C’est un choix audacieux car en 1826, c'est un genre délaissé par les artistes et Delacroix lui-même ne s'y est guère intéressé jusque-là. Mais la réalisation de cette œuvre est un projet particulier : il s'agit de dépasser le caractère d’actualité de l’événement pour proposer une réflexion sur le sens de l’Histoire.
Quatre ans plus tard, Delacroix aura recours à nouveau à l'allégorie, avec son tableau le plus célèbre, La Liberté guidant le peuple (Paris, musée du Louvre).
Côme Fabre, commissaire d'exposition, retrace le contexte de la création de l’allégorie La Grèce sur les ruines de Missolonghi, à l'occasion de l'exposition "Delacroix (1798-1863)" en 2018 :  "C’est un grand sujet romantique, c’est une guerre de libération de la Grèce, un peuple qui prend en main sa destinée et son indépendance donc ça ne peut que plaire à une jeunesse d’opinion libérale, nostalgique de l’Empire, qui a lu le Mémorial de Sainte-Hélène en se faisant d’ailleurs complètement tromper sur le sens de l’Histoire (…) Ça plait par cet élan de liberté, qui est une constante dans la carrière et les intérêts de Delacroix. Et en plus ça se passe en Grèce, qui est à cette époque un pays dans la mouvance orientale, ottomane depuis plusieurs siècles. Ça parait très intéressant pour un artiste comme Delacroix de représenter la Grèce qui n’est pas celle des statues en marbre des musées, mais une Grèce très colorée, très exotique, pittoresque et sensuelle.  Delacroix n’y a jamais mis les pieds mais il la connaît à travers un filtre littéraire, de Lord Byron, héros qui est mort là-bas, à Missolonghi très précisément, des suites d’une fièvre. Il n’est pas mort au combat, je précise. Il fascine une génération de jeunes artistes romantiques parce qu’il a lié son engagement littéraire avec un engagement d’homme, de citoyen, au service de la liberté de ce peuple."

## Le siège de Missolonghi
.
Missolonghi est assiégée à plusieurs reprises au cours de la guerre d'indépendance. La ville est finalement prise par les forces ottomanes en 1826 et la majeure partie de sa population est massacrée. Missolonghi, où est mort Lord Byron, devient pour les Européens le symbole des malheurs de la Grèce déjà profondément meurtrie par d'innombrables exactions et dont une partie de la population est réduite en esclavage. Le mouvement de soutien des Européens à la cause grecque est alors à son apogée et les événements de Missolonghi contribuent parmi d'autres à l'intervention militaire franco-russo-britannique sur mer, qui permet d'écraser la flotte turco-égyptienne, puis au débarquement de troupes françaises qui chassent les forces d'occupation.

## Description
La scène représente une femme au centre de la composition portant le costume traditionnel grec (robe blanche échancrée avec un manteau bleu foncé, écharpe jaune à la taille, couvre-chef aux motifs colorés), et qui représente ainsi la Grèce personnifiée. Elle se trouve parmi des ruines ensanglantées dont les lourdes pierres sont tombées sur une victime anonyme dont on ne voit qu'un bras. Ce sont les seuls éléments violents de la composition.

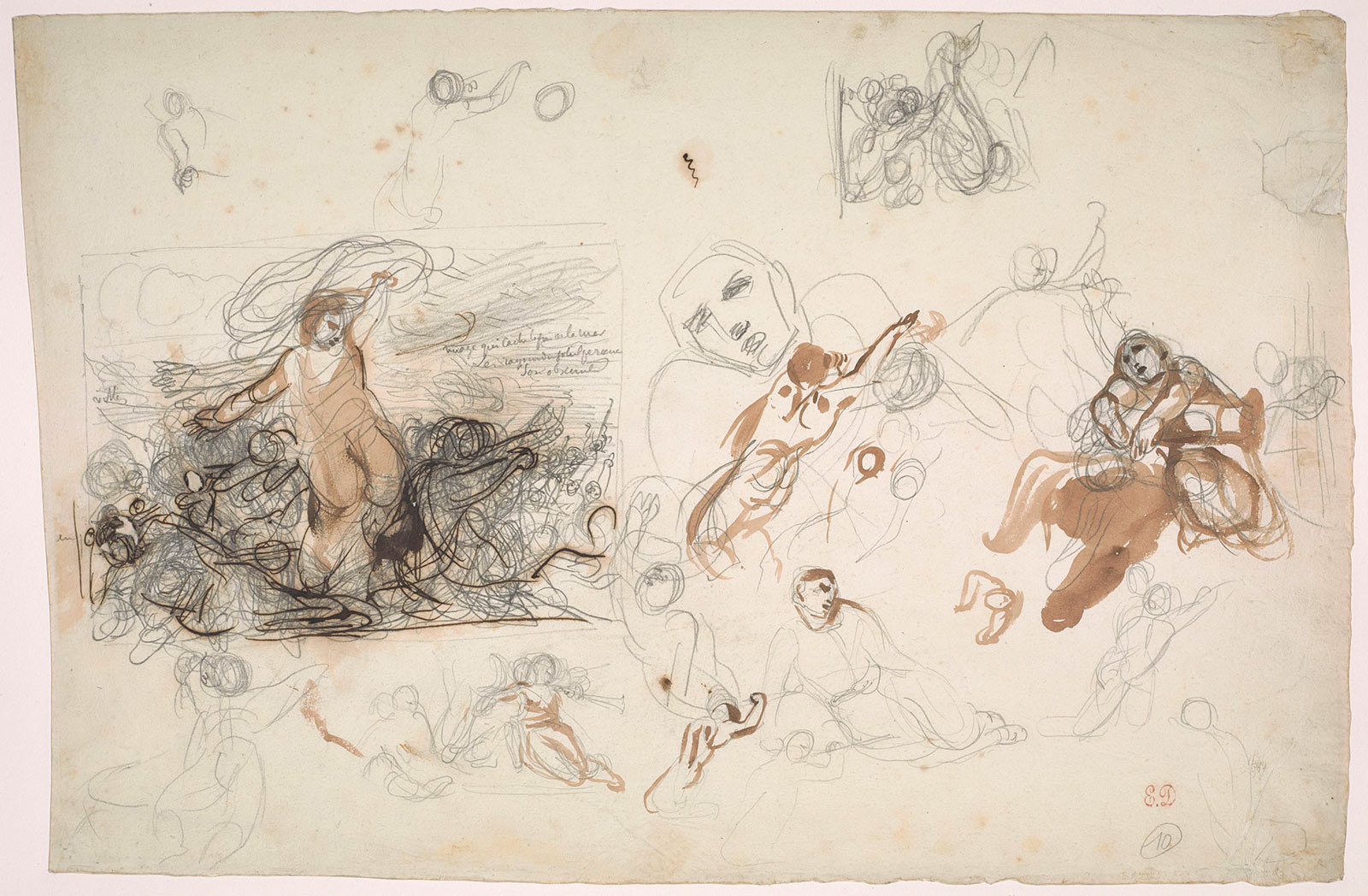
Étude pour La Grèce sur les ruines de Missolonghi et La Liberté guidant le peuple, Eugène Delacroix, 1798-1863

Les premiers croquis de Delacroix montrent une femme animée de gestes violents traduisant une sensation d’effroi ou de malédiction. Toutefois, la composition finale met en scène une femme dont la poitrine dégagée souligne qu'elle est sans défense, les bras largement ouverts comme pour montrer la désolation qui l'entoure, les mains vides et sans armes, les jambes fléchies et appuyées sur les ruines. 
À l'arrière-plan, contre le ciel formé des lourds nuages noirs amoncelés au-dessus de la Grèce, se trouve un soldat ottoman, vêtu d'un costume oriental (un sarouel rouge recouvert d'un manteau noir resserré à la taille par une ceinture portant des pistolets). .

## Signification
Au centre du tableau, la femme incarne la Grèce. Elle apparaît à la fois comme la victime et l'héroïne de la scène. Sa posture et son regard soulignent son statut de victime et elle fléchit les jambes comme si celles-ci n'avaient plus la force de la porter, sous le poids de la violence qui s'est abattue sur elle. Mais elle est encore debout, elle ne courbe pas le dos ni ne baisse le front, son lourd regard noir ne vacille pas, la Grèce n'implore pas, elle ne pleure pas ni ne se lamente, on la voit désolée, parfaitement consciente de la gravité extrême de sa situation, mais pas résignée à son sort.
Les couleurs jouent également un rôle crucial dans la signification du tableau. Le rouge, vif et intense, évoque le sang versé par les victimes sacrifiées du peuple grec. Le noir des nuages denses empêche toute lueur d'espoir de parvenir sur le sol grec. À l’opposé, le blanc de la robe de la femme, mais aussi de sa peau très pâle, symbolise son innocence et sa pureté en soulignant la tragédie de son destin. Ce contraste amplifie l'émotion de la scène en favorisant la dimension dramatique.
À l'opposé de la pureté lumineuse de la femme, le soldat ottoman à la peau sombre et à la tenue martiale plante son étendard sur le sol grec. Il semble indifférent à la femme, comme s'il pensait sa victoire certaine et la Grèce désormais vaincue et impuissante.
Dans un coin de la composition, un avant-bras émerge des décombres, pour rappeler les atrocités de la guerre. Ce détail renforce l'idée de sacrifice et ajoute une profondeur tragique à la composition.